# Osvaldo Desideri
Osvaldo Desideri (Roma, 16 febbraio 1939 – Roma, 18 ottobre 2023) è stato uno scenografo italiano.

## Filmografia

### Scenografo
- Paura in città (1976), regia di Giuseppe Rosati
- Vacanze di Natale '90 (1990), regia di Enrico Oldoini
- Verso sera (1990), regia di Francesca Archibugi
- Vacanze di Natale '91 (1991), regia di Enrico Oldoini
- Ci vediamo in tribunale (1996), Tv, regia di Domenico Saverni
- Sotto il cielo dell'Africa (1998), serie Tv, regia di Ruggero Deodato
- Fantozzi 2000 - La clonazione (1999), regia di Domenico Saverni
- Shaka Zulu: The Citadel (2001), Tv,
- Texas 46 (2002), regia di Giorgio Serafini
- Il pianista (2002), regia di Jean-Pierre Roux
- Gli indesiderabili (2003), regia di Pasquale Scimeca
- Per sempre (2003), regia di Alessandro Di Robilant
- La passione di Giosué l'Ebreo (2005), regia di Pasquale Scimeca
- L'uomo della carità (2007), Tv, regia di Alessandro Di Robilant
- Senza via d'uscita - Un amore spezzato (2007), Tv, regia di Giorgio Serafini
- Il maresciallo Rocca (2008), episodio Il maresciallo Rocca e l'amico d'infanzia
- Artemisia Sanchez (2008), regia di Ambrogio Lo Giudice, episodi 1.1 a 1.4
- Al di là del lago (2009), serie Tv (episodi sconosciuti)
- I bambini della sua vita (2010), regia di Peter Marcias
- Fatten Her (2011)

### Architetto-scenografo
- Quelle strane occasioni (1976), regia di Luigi Comencini, Nanni Loy e Luigi Magni (segmento L'Ascensore)
- Il camorrista (1986), regia di Giuseppe Tornatore
- Sognando la California (1992), regia di Carlo Vanzina
- Cominciò tutto per caso (1993), regia di Umberto Marino
- Noi siamo angeli (1997), 5 episodi:
  - Polvere
  - La fortuna piove dal cielo
  - In cerca dell'Eldorado
  - Finalmente si vola
  - Due facce da galera
- Senza via d'uscita - Un amore spezzato (2007), Tv, regia di Giorgio Serafini
- Al di là del lago (2009), serie Tv (episodi sconosciuti)

### Arredatore
- Il conformista (1970), regia di Bernardo Bertolucci
- Tre donne (1971), regia di Alfredo Giannetti: 
  - La sciantosa
  - 1943: Un incontro
  - L'automobile
- Correva l'anno di grazia 1870 (1971), regia di Alfredo Giannetti
- Il portiere di notte (1974), regia di Liliana Cavani
- Mio Dio, come sono caduta in basso! (1974), regia di Luigi Comencini
- Professione: reporter (1975), regia di Michelangelo Antonioni
- Fantozzi (1975), regia di Luciano Salce
- Il messia (1975), regia di Roberto Rossellini
- Salò o le 120 giornate di Sodoma (1975), regia di Pier Paolo Pasolini
- Todo modo (1976), regia di Elio Petri
- Al di là del bene e del male (1977), regia di Liliana Cavani
- Lo chiamavano Bulldozer (1978), regia di Michele Lupo
- Piedone d'Egitto (1980), regia di Adriano Bolzoni
- Io e Caterina (1980), regia di Alberto Sordi
- Occhio alla penna (1981), regia di Michele Lupo
- Bomber (1982), regia di Michele Lupo
- Non ci resta che piangere (1985), regia di Roberto Benigni e Massimo Troisi
- Segreti segreti (1985), regia di Giuseppe Bertolucci
- Mamba (1988), regia di Mario Orfini
- Vacanze di Natale '90 (1990), regia di Enrico Oldoini
- Vacanze di Natale '91 (1991), regia di Enrico Oldoini
- Cominciò tutto per caso (1993), regia di Umberto Marino
- Fantozzi 2000 - La clonazione (1999), regia di Domenico Saverni
- Per sempre (2003), regia di Alessandro Di Robilant
- La passione di Giosué l'Ebreo (2005), regia di Pasquale Scimeca
- L'uomo della carità (2007), Tv, regia di Alessandro Di Robilant
- Senza via d'uscita - Un amore spezzato (2007), Tv, regia di Giorgio Serafini
- Il maresciallo Rocca (2008), episodio Il maresciallo Rocca e l'amico d'infanzia
- Artemisia Sanchez (2008), regia di Ambrogio Lo Giudice, episodi 1.1 a 1.4
- Al di là del lago (2009), serie Tv, (episodi sconosciuti)
- I bambini della sua vita (2010), regia di Peter Marcias

### Dipartimento artistico
- Femmine insaziabili (1969), regia di Alberto De Martino (assistente scenografo)
- Morte a Venezia (1971), regia di Luchino Visconti (assistente arredatore)
- Quando gli uomini armarono la clava e... con le donne fecero din don (1971), regia di Bruno Corbucci (arredatore set)
- Che cosa è successo tra mio padre e tua madre? (1972), regia di Billy Wilder (assistente direttore artistico)
- I nuovi mostri (1977), regia di Dino Risi, Mario Monicelli ed Ettore Scola (assistente direttore artistico)
- Occhio alla penna (1981), regia di Michele Lupo (arredatore set)
- Fuga dall'arcipelago maledetto (1982), regia di Antonio Margheriti (assistente scenografo)
- C'era una volta in America (1984), regia di Sergio Leone (arredatore set)
- L'ultimo imperatore (1987), regia di Bernardo Bertolucci (arredatore set)
- Il giovane Toscanini (1988), regia di Franco Zeffirelli (designatore degli interni)
- Il sole anche di notte (1990), regia dai fratelli Taviani (scenografie set)
- L'educazione di Giulio (2000), regia di Claudio Bondi (capo direttore artistico)
- The Piano Player (2002), regia di Jean-Pierre Roux (scenografie set)

## Riconoscimenti
- David di Donatello per il miglior scenografo 1988:
  - L'ultimo imperatore (con Ferdinando Scarfiotti)
- Premio Oscar
  - 1988 Oscar alla migliore scenografia per L'ultimo imperatore
- Ciak d'oro per la migliore scenografia 1988:
  - L'ultimo imperatore[1]